# Danilo Gentili
 (mai 2020).
Danilo Gentili Jr., né à Santo André, le 27 septembre 1979, est un comédien, présentateur, acteur, écrivain, caricaturiste, photographe, reporter, publicitaire et homme d'affaires brésilien. 
Il fait partie de la nouvelle génération d'humour et est reconnu comme l'un des précurseurs et idéalisateurs du mouvement de la comédie de stand-up au Brésil. Sur scène, il a été membre du Clube da Comédia Stand-Up (pt) et du Comédia ao Vivo, dont il a été l'un des fondateurs. L'humoriste a également lancé les spectacles en solo sous le nom de Volume 1 et Divina Comédia, en plus d'être propriétaire, en partenariat avec Rafinha Bastos et Ítalo Gusso, du comedy club Comedians, un bar dédié aux spectacles de stand-up situé à la Rua Augusta, à São Paulo.
Danilo Gentili a publié quatre livres. Le premier, Como se Tornar o Pior Aluno da Escola (Comment devenir le pire élève de l'école), sorti en 2009, a été adapté au cinéma (sortie en octobre 2017). Le deuxième, Politicamente Incorreto (Politiquement incorrect), s'inspire du stand-up du même nom et a fini par devenir une série télévisée. Son troisième livre, A Vida e Outros Detais Insignificantes, rassemble les blagues de ses spectacles de stand-up. Droodles, sa dernière sortie, comprend les dessins (Droodles) qu'il fait dans un cadre de son programme à la SBT.
Il a été caricaturiste et chroniqueur pour l'édition brésilienne du magazine Mad, en plus de tenir une chronique dans Metro Jornal, une publication gratuite du Grupo Bandeirantes de Comunicação. Il a été brièvement chroniqueur pour le Jornal da Manhã (Journal du Matin), le journal du matin de la radio Jovem Pan (Jeune Pan), et a joué dans des films tels que Mato sem Cachorro et Superpai, ainsi que comme doubleur dans les animations As Aventuras de Paddington et BugiGangue no Espaço. Il a aussi joué dans le film basé sur son livre Como se Tornar o Pior Aluno da Escola (Comment devenir le pire élève de l'école), dont il a également participé à la production et au scénario. Danilo mesure 1,95 m.

## Biographie
Danilo Gentili a obtenu en 2003 son diplôme de communication sociale à l'université UniABC Advertising.
En 2006, il a fondé le Comédia ao Vivo (Comédie en Live), qui montre l'humour de son peuple. La même année, il a rejoint le Comédia ao Vivo Stand-Up Comedy Club. Il tenait une chronique du lundi dans l'un des journaux à plus fort tirage du Brésil, Metro, en tant que caricaturiste et dessinateur.
En 2008, il a reçu le Paulistano do Ano (Paulistan de l'Année) du magazine Veja et a contribué au magazine à plus fort tirage au Brésil, Mad.
En 2010, avec ses partenaires de comédie Rafinha Bastos et son producteur Italo Gusso, il a fait la première partie de la Rua Augusta à São Paulo, le premier club de comédie du Brésil, appelé Comedians.
À la télévision, l'humoriste a obtenu une projection nationale en tant que reporter pour l'émission humoristique CQC, diffusée par Band. Sur la même chaîne, le comédien a créé et présenté, entre 2011 et 2013, l'Agora É Tarde. Le succès de l'émission, qui a augmenté considérablement l'audience de la station, a fini par éveiller l'intérêt des chaînes Record et SBT. En 2014, il a déménagé avec l'équipe de l'Agora É Tarde sur SBT, où il a commencé à présenter The Noite com Danilo Gentili.
Il a également présenté en 2016 le reality show Entubados, sur Sony Channel, et plus récemment, A História Bebada (version brésilienne de Drunk History), sur Comedy Central.

## Filmographie

### Télévision
- 2008-2011 : Coûte que Coûte (Custe o Que Custar)
- 2011-2013 : Maintenant Il est Tard (Agora É Tarde)
- 2014-en cours : La Nuit (The Noite)

## Théâtre
- 2005-2009 : Clube da Comédia Stand Up - comédien et auteur
- 2006-2009 : Comédia ao Vivo - créateur, auteur et comédien
- 2007-2008 : Circuito Baviera Premium - auteur et comédien
- 2008-présent : Danilo Gentili Volume1 - auteur et comédien
- 2009 : Divina Comédia - créateur, auteur et comédien
- 2010 : Políticamente Incorrecto - auteur et comédien

## Caricaturiste
- 2009 : MAD - caricaturiste et écrivain

## Entrepreneur
- 2010 - Comedians - propriétaire

## Auteur
- 2009 - Como se Tornar o Pior Aluno da Escola (fr: Comment devenir le pire élève de l'école) - Panda Books - auteur et illustrateur
- 2010 - Políticamente Incorrecto - Panda Books - auteur et illustrateur